# أيلانديا (نيويورك)
أيلانديا (بالإنجليزية: Islandia, New York)‏ هي بلدة تقع في الولايات المتحدة في مقاطعة سوفولك، نيويورك. يقدر عدد سكانها بـ 3,335 نسمة ومساحتها 5.7 كم2 وترتفع عن سطح البحر 20 متر.

## التركيبة السكانية
حدّد مكتب تعداد الولايات المتحدة بيانات التركيبة السكانية لأيلانديا في تعداد الولايات المتحدة. في ما يلي، التركيبة السكانية حسب تعدادي 2000 و2010.

### تعداد عام 2000
بلغ عدد سكان أيلانديا 3,057 نسمة بحسب تعداد عام 2000، وبلغ عدد الأسر 1,007 أسرة وعدد العائلات 753 عائلة مقيمة في القرية. في حين سجلت الكثافة السكانية 533.5 نسمة لكل كيلومتر مربع (1,381.8/ميل2). وبلغ عدد الوحدات السكنية 1,031 وحدة بمتوسط كثافة قدره 179.9 لكل كيلومتر مربع (465.9/ميل2).
وتوزع التركيب العرقي للقرية بنسبة 73.63% من البيض و12.30% من الأمريكيين الأفارقة و0.13% من الأمريكيين الأصليين و6.05% من الأمريكيين ذوي الأصول الآسيوية و0.03% من سكان جزر المحيط الهادئ و4.94% من الأعراق الأخرى و2.91% من عرقين مختلطين أو أكثر و19.10% من الهسبانيون أو اللاتينيون من أي عرق.
بلغ عدد الأسر 1,007 أسرة كانت نسبة 38.8% منها لديها أطفال تحت سن الثامنة عشر تعيش معهم، وبلغت نسبة الأزواج القاطنين مع بعضهم البعض 59.8% من أصل المجموع الكلي للأسر، ونسبة 11.1% من الأسر كان لديها معيلات من الإناث دون وجود شريك، بينما كانت نسبة 3.9% من الأسر لديها معيلون من الذكور دون وجود شريكة وكانت نسبة 25.2% من غير العائلات. تألفت نسبة 18.8% من أصل جميع الأسر من عدة أفراد يعيشون في نفس المنزل ونسبة 2.3% كانت تتألف من شخص يعيش بمفرده يبلغ من العمر 65 عاماً أو أكثر. وبلغ متوسط حجم الأسرة المعيشية 3.04، أما متوسط حجم العائلات فبلغ 3.49.
بلغ العمر الوسطي للسكان 35.5 عاماً. وكانت نسبة 24.7% من القاطنين تحت سن الثامنة عشر، وكانت نسبة 6.9% بين الثامنة عشر والرابعة والعشرين عاماً، ونسبة 36.3% كانت واقعةً في الفئة العمرية ما بين الخامسة والعشرين والرابعة والأربعين عاماً، ونسبة 25.1% كانت ما بين الخامسة والأربعين والرابعة والستين، ونسبة 7% كانت ضمن فئة الخامسة والستين عاماً فما فوق. يوجد لكل 100 أنثى 92.3 ذكر، ويوجد لكل 100 أنثى في الثامنة عشر من عمرها فما فوق 88.8 ذكر.
بلغ متوسط دخل الأسرة في القرية 69,519 دولارًا، أما متوسط دخل العائلة فبلغ 69,615 دولارًا. وكان متوسط دخل الذكور 46,083 دولارًا مقابل 34,261 دولارًا للإناث. وسجل دخل الفرد الخاص بالقرية 25,682 دولارًا. وكانت نسبة 4% من العائلات ونسبة 5.5% من السكان تحت خط الفقر، وكان من هؤلاء نسبة 7.1% تحت سن الثامنة عشر ونسبة 11.3% في الخامسة والستين من العمر وما فوق.

### تعداد عام 2010
بلغ عدد سكان أيلانديا 3,335 نسمة بحسب تعداد عام 2010، وبلغ عدد الأسر 1,026 أسرة وعدد العائلات 730 عائلة مقيمة في القرية. في حين سجلت الكثافة السكانية 582 نسمة لكل كيلومتر مربع (1,507.4/ميل2). وبلغ عدد الوحدات السكنية 1,088 وحدة بمتوسط كثافة قدره 189.9 لكل كيلومتر مربع (491.8/ميل2).
وتوزع التركيب العرقي للقرية بنسبة 62.76% من البيض و14% من الأمريكيين الأفارقة و0.36% من الأمريكيين الأصليين و6.12% من الأمريكيين ذوي الأصول الآسيوية و12.95% من الأعراق الأخرى و3.81% من عرقين مختلطين أو أكثر و28.31% من الهسبانيون أو اللاتينيون من أي عرق.
بلغ عدد الأسر 1,026 أسرة كانت نسبة 35.7% منها لديها أطفال تحت سن الثامنة عشر تعيش معهم، وبلغت نسبة الأزواج القاطنين مع بعضهم البعض 52.7% من أصل المجموع الكلي للأسر، ونسبة 13.5% من الأسر كان لديها معيلات من الإناث دون وجود شريك، بينما كانت نسبة 5% من الأسر لديها معيلون من الذكور دون وجود شريكة وكانت نسبة 28.8% من غير العائلات. تألفت نسبة 22.5% من أصل جميع الأسر من عدة أفراد يعيشون في نفس المنزل ونسبة 6.5% كانت تتألف من شخص يعيش بمفرده يبلغ من العمر 65 عاماً أو أكثر. وبلغ متوسط حجم الأسرة المعيشية 3.05، أما متوسط حجم العائلات فبلغ 3.55.
بلغ العمر الوسطي للسكان 40.7 عاماً. وكانت نسبة 19.9% من القاطنين تحت سن الثامنة عشر، وكانت نسبة 8.7% بين الثامنة عشر والرابعة والعشرين عاماً، ونسبة 27.9% كانت واقعةً في الفئة العمرية ما بين الخامسة والعشرين والرابعة والأربعين عاماً، ونسبة 27.5% كانت ما بين الخامسة والأربعين والرابعة والستين، ونسبة 16% كانت ضمن فئة الخامسة والستين عاماً فما فوق. وتوزع التركيب الجنسي للسكان بنسبة 46.8% ذكور و53.2% إناث.